# Submissió

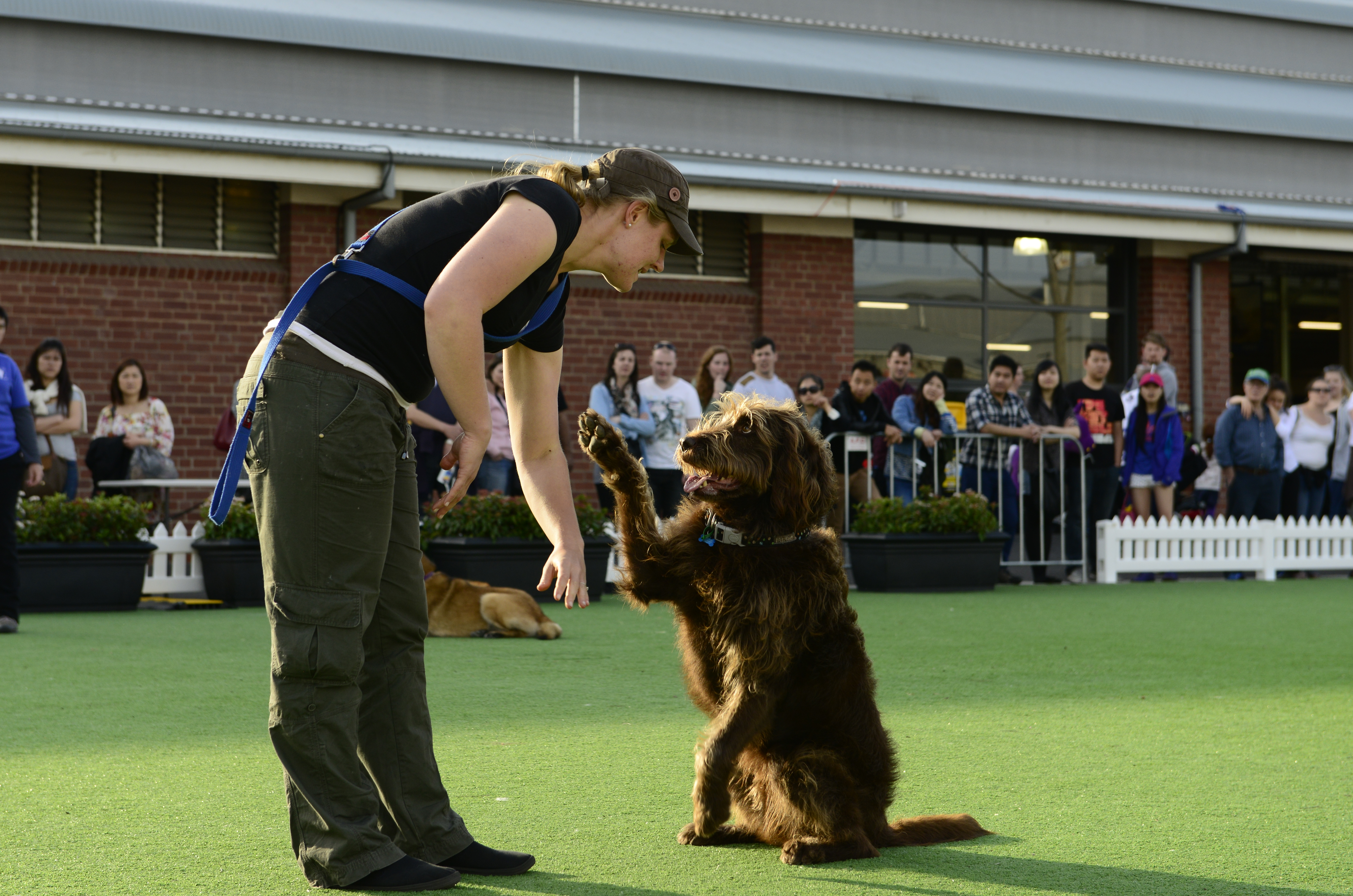
Gos entrenat per fer el que indiqui la seva propietària

L'obediència o submissió a l'autoritat és una de les formes de la influència i dominació social. En psicologia social l'obediència es produeix quan un individu adopta un comportament diferent pel fet que un altre individu, percebut com a autoritat, li demana o li imposa quelcom.
Es basa en un cert reconeixement de dominació. Un cop fet, l'individu dominat i el percebut com a superior passen a un acord tàcit segons el qual el dominat intercanvia la seva llibertat a canvi de sentir-se reconegut i segur. L'autoritat pot ser una persona (pare, parella, cap, etc.) o grup de persones, un govern, un rei, una llei, un déu, normes socials, etc. Un cas particular de relació dominador-sumís, al terreny sexual, és el sadomasoquisme.
Segons Étienne de la Boétie, els ciutadans de pobles sotmesos, sovint per la força de les armes, en la primera generació tenen la consciència del sotmetiment, però en generacions posteriors aquesta consciència queda minimitzada o desapareix en haver-se creat el costum al sotmetiment.
Des la submissió voluntària a la imposada amb les armes hi ha una gran tipologia i motivacions que la literatura porta a obres d'art com Antoni i Cleòpatra de William Shakespeare, Anna Karènina de Lev Tolstoi, No em deixis mai de Kazuo Ishiguro, K. L. Reich de Joaquim Amat-Piniella, La Venus de les pells de Leopold von Sacher-Masoch (també pel·lícula de Polanski) i molts d'altres.